# Rilec
Rilec (bułg. Рилец, nazywany też Dżendema) – szczyt środkowej Riły, w Bułgarii, o wysokości 2713 m n.p.m. Rilec posiada granitowe, nagie, skaliste zbocza. Ze szczytu widoczny jest grzbiet Malowiszki.